# Thiers (Puy-de-Dôme)
Thier [tjɛʁ] (okzitanisch Tièrn) ist eine französische Gemeinde mit 11.686 Einwohnern (Stand 1. Januar 2022) im Département Puy-de-Dôme in der Region Auvergne-Rhône-Alpes. Die Kleinstadt ist Sitz der Unterpräfektur (französisch Sous-préfecture) des Arrondissements Thiers, welches aus sechs Kantonen besteht, und ist Hauptort (französisch chef-lieu) des Kantons Thiers.

## Geografie

Die Durolle im „Tal der Fabriken“ (Vallée des Usines) – rosa die ehemaligen Schmieden

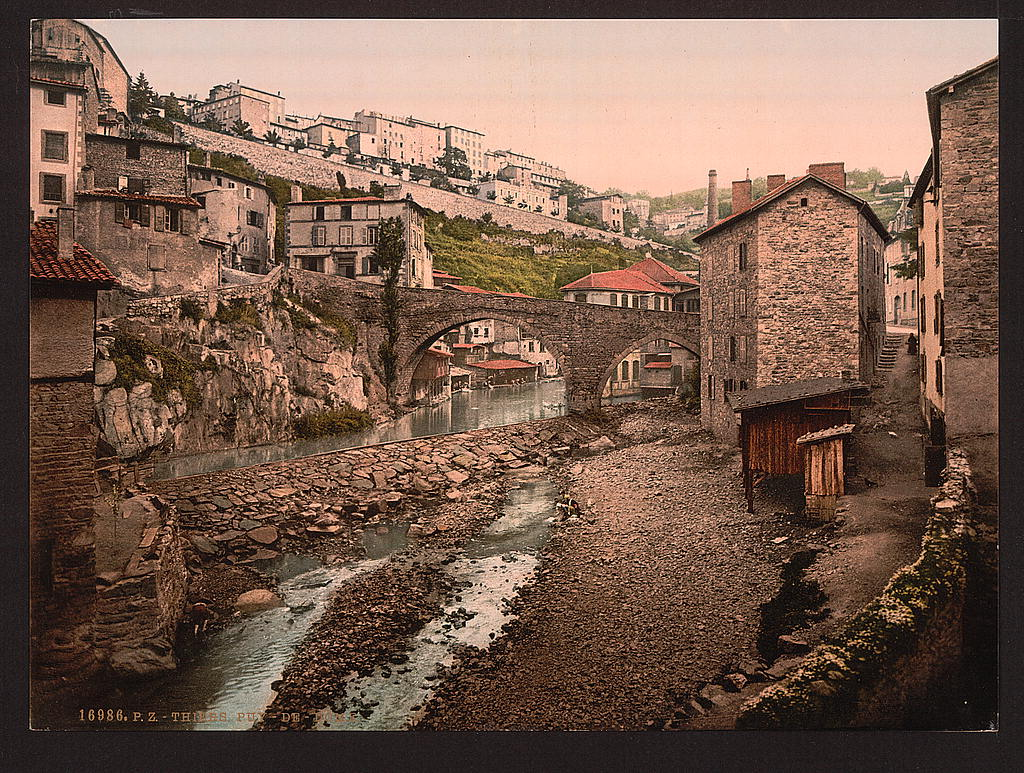
Vallée des Usines (um 1900)

Die Stadt wird vom Fluss Durolle durchquert, der im Gemeindegebiet in die Dore einmündet. Die Gemeinde ist Teil des Regionalen Naturparks Livradois-Forez.
Nachbargemeinden sind (von Norden im Uhrzeigersinn): Paslières, Saint-Rémy-sur-Durolle, La Monnerie-le-Montel, Celles-sur-Durolle, Sainte-Agathe, Escoutoux, Peschadoires, Orléat und Dorat. 	

## Geschichte

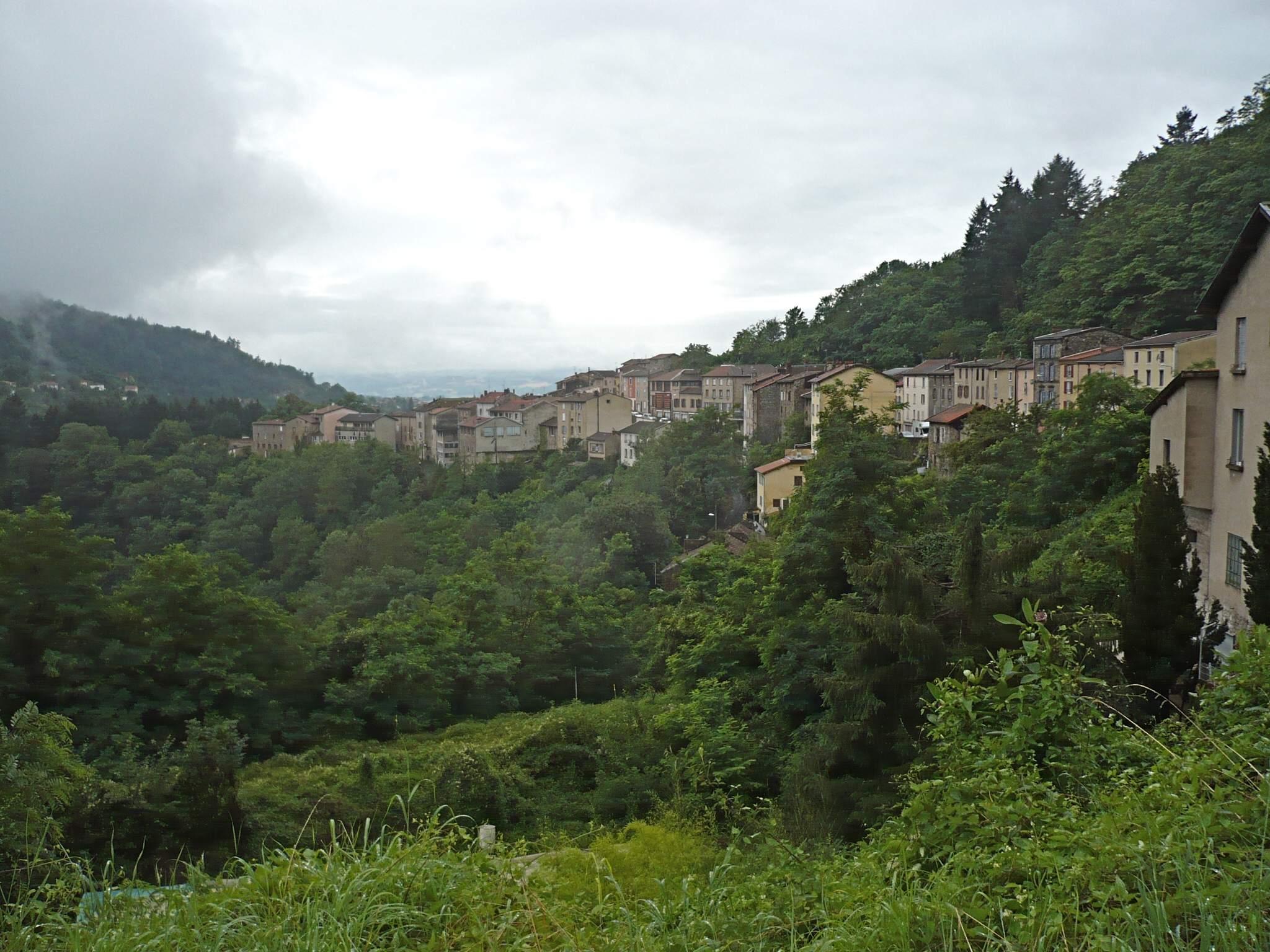
Bebauung an der Rue de Lyon am Westhang des Durolle-Tals

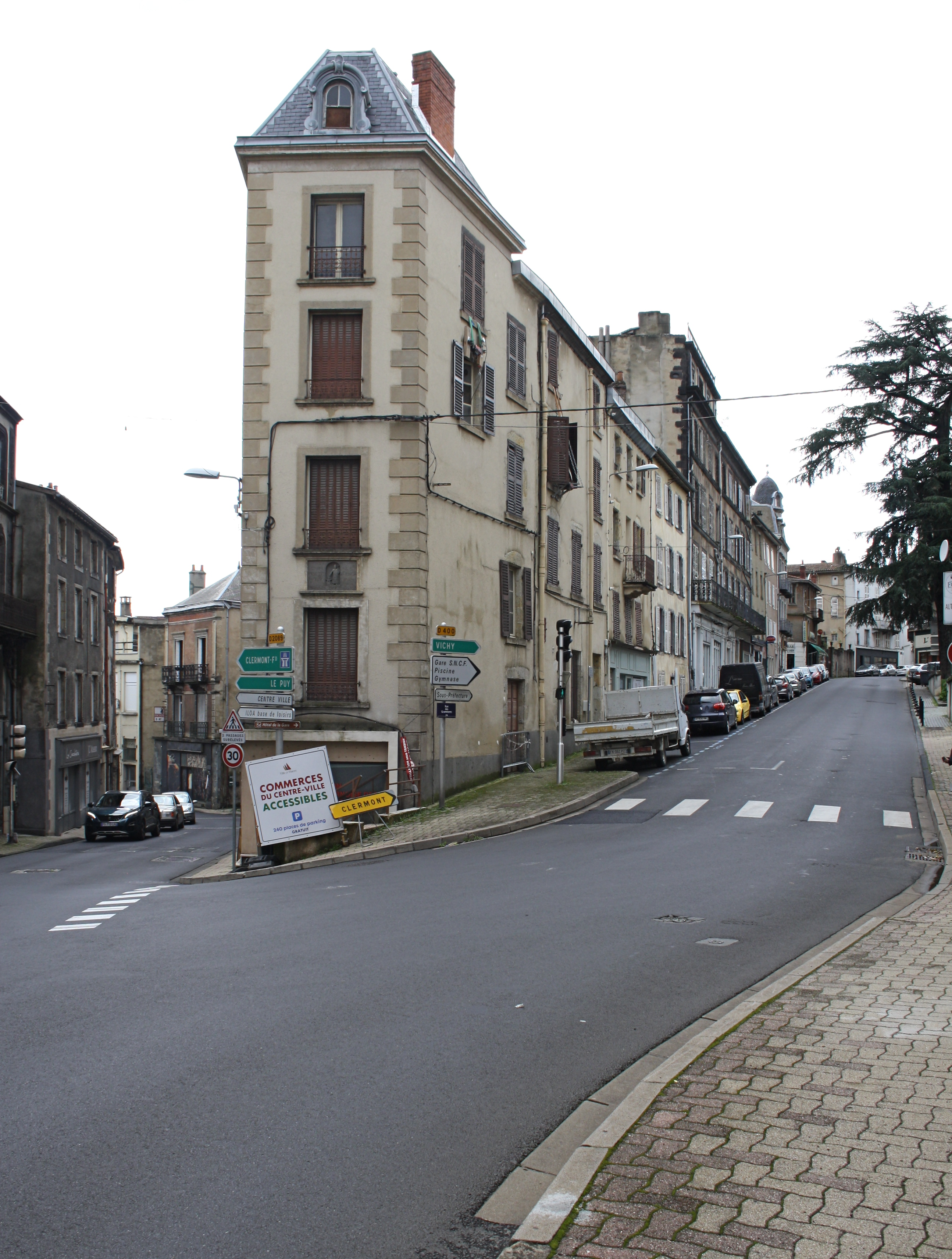
Hauptstraßen Rue François Mitterrand (D 2089; links) und Rue des Grammonts (D 400)

Thiers ist gallischen Ursprungs. Eine erste Siedlung am linken Durolle-Ufer wurde 532 von den Franken zerstört. Der Wiederaufbau erfolgte auf dem rechten Ufer im heutigen Altstadtviertel. Von dort aus wuchs die Stadt immer weiter den Hang hinauf. Die Blütezeit der Stadt begann mit dem Einzug der Messerschmiedekunst. Eine Legende besagt, dass auvergnatische Kreuzritter diese Kunst aus dem Orient nach Thiers gebracht hatten. Die ersten Messerschmiede ließen sich nachweislich im 14. Jahrhundert in Thiers nieder; sie nutzten das starke Gefälle der Durolle für den Antrieb ihrer Schmiedehämmer. Das Gewerbe brachte der Stadt rasch Ansehen und Reichtum. Ab dem 15. Jahrhundert wurden die Schmiedeerzeugnisse vor allem nach Spanien und Norditalien exportiert. Ende des 18. Jahrhunderts lebten etwa 10.000 – und damit zwei Drittel – der Einwohner vom Schmiedehandwerk. Heute sind etwa 5.000 Menschen in rund 300 handwerklichen Messerschmieden der Stadt, den Coutelleries, beschäftigt.
Während der deutschen Besetzung Frankreichs im Zweiten Weltkrieg diente das Hotel L’Aigle d’Or in der Rue de Lyon der Wehrmacht als Hauptquartier. Am 25. August 1944 wurde die von 400 Männern der SS-Freiwilligen-Panzergrenadier-Division „Horst Wessel“ verteidigte Stadt durch Soldaten der Forces françaises de l’intérieur (FFI) und Kämpfer der Mouvements unis de la Résistance (MUR) befreit.
1975 drehte Francois Truffaut seinen Film Taschengeld (L’Argent de poche) in Thiers; heute trägt eine Straße den Namen des französischen Regisseurs.
| Jahr                       | 1962   | 1968   | 1975   | 1982   | 1990   | 1999   | 2012   | 2015   | 2019   |
| -------------------------- | ------ | ------ | ------ | ------ | ------ | ------ | ------ | ------ | ------ |
| Einwohner                  | 16.369 | 16.623 | 16.567 | 16.018 | 14.832 | 13.338 | 11.217 | 11.588 | 11.784 |
| Quellen: Cassini und INSEE |        |        |        |        |        |        |        |        |        |

## Sehenswürdigkeiten

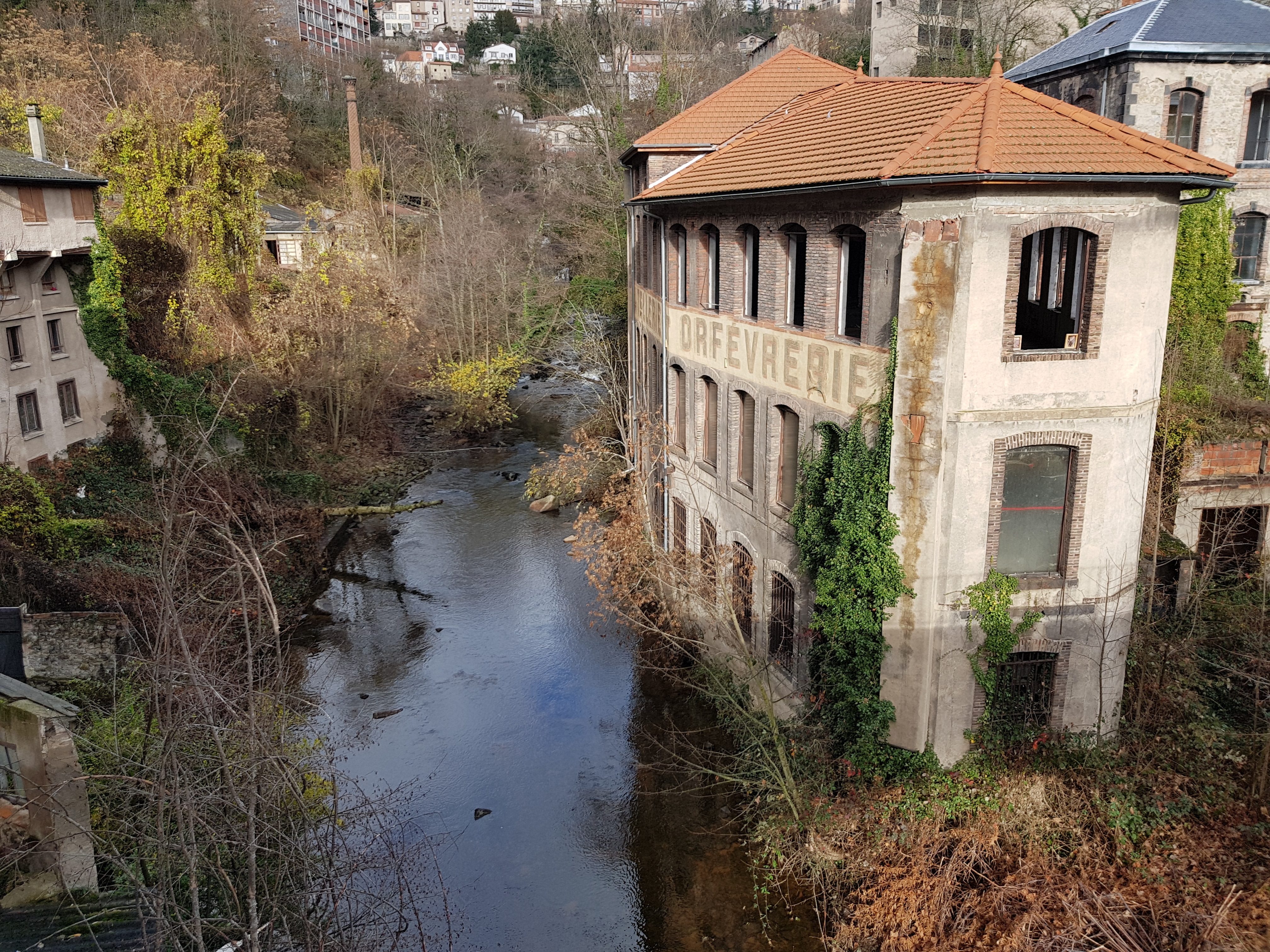
Stillgelegte Messerfabrik im Tal der Durolle

- „Le Vieux Thiers“, verwinkelte mittelalterliche Altstadt mit vielen restaurierten Fachwerkhäusern des 15. bis 17. Jahrhunderts
- Kirche St-Genès, ursprünglich romanische aus dem 11./12. Jahrhundert; Vorhalle des 18. Jahrhunderts mit einem reich skulpturierten Wandgrab des 14. Jahrhunderts; größte Vierungskuppel der Auvergne
- Eglise du Moutier, mit schönen Kapitellen
- Schloss La Chassaigne, Landschloss des Manoir-Typs vom Ende des 15. Jahrhunderts mit großzügigem Schlossgarten
- Maison des Coutelliers mit Ausstellung über die Schmiedekunst von den Anfängen bis zur Gegenwart und dem Nachbau einer historischen Messerschmiede
- Musée de la Coutellerie, Museum der Messermacherei mit Filmvorführung
- Le Creux de l’Enfer, Museum zeitgenössischer Kunst in einer ehemaligen Messerfabrik[1]
- L’Orangerie, Schau tropischer Gewächse
- Parc du Moutier

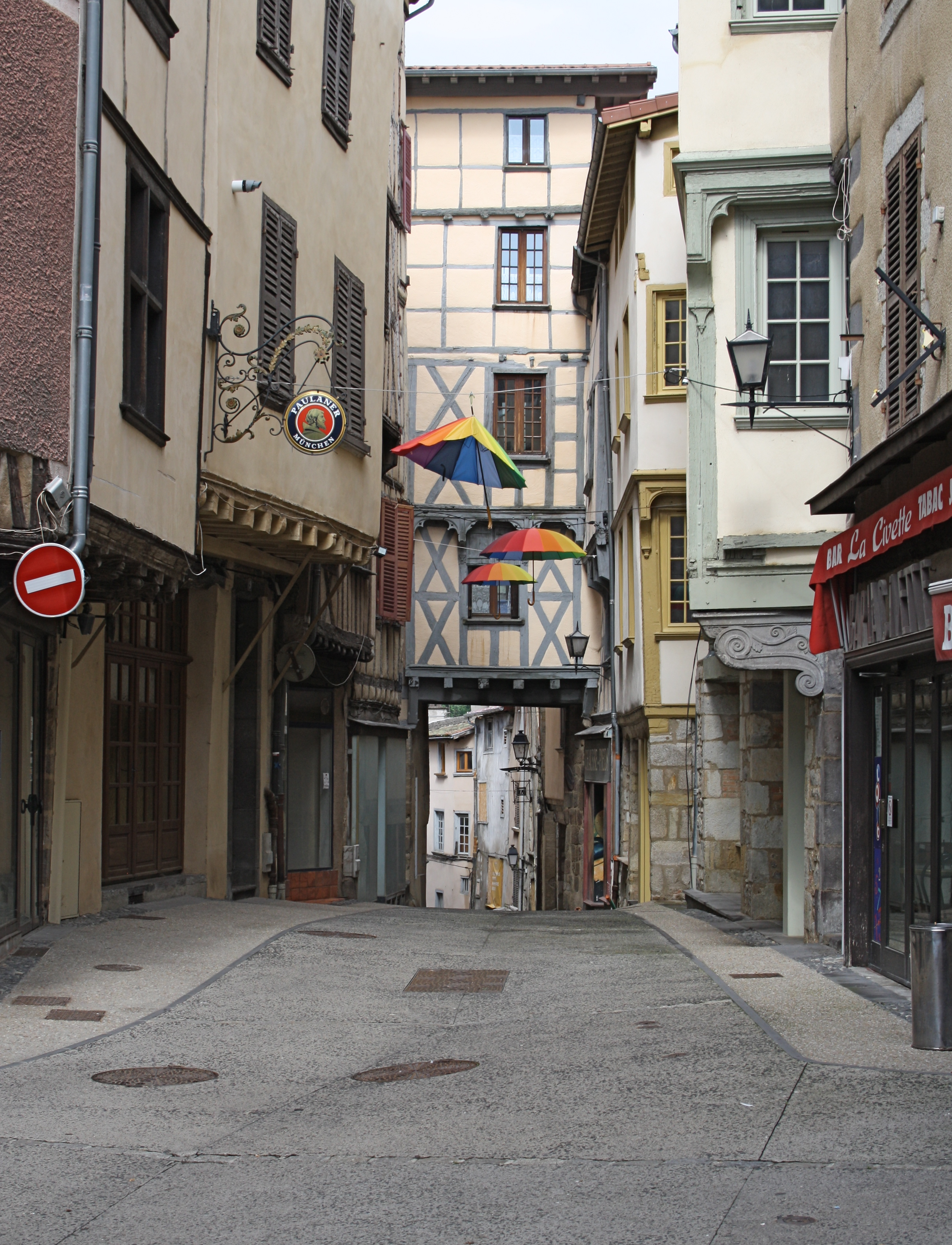
Straßenüberbauung Pedde du Coin des Hasards aus dem 15. Jahrhundert
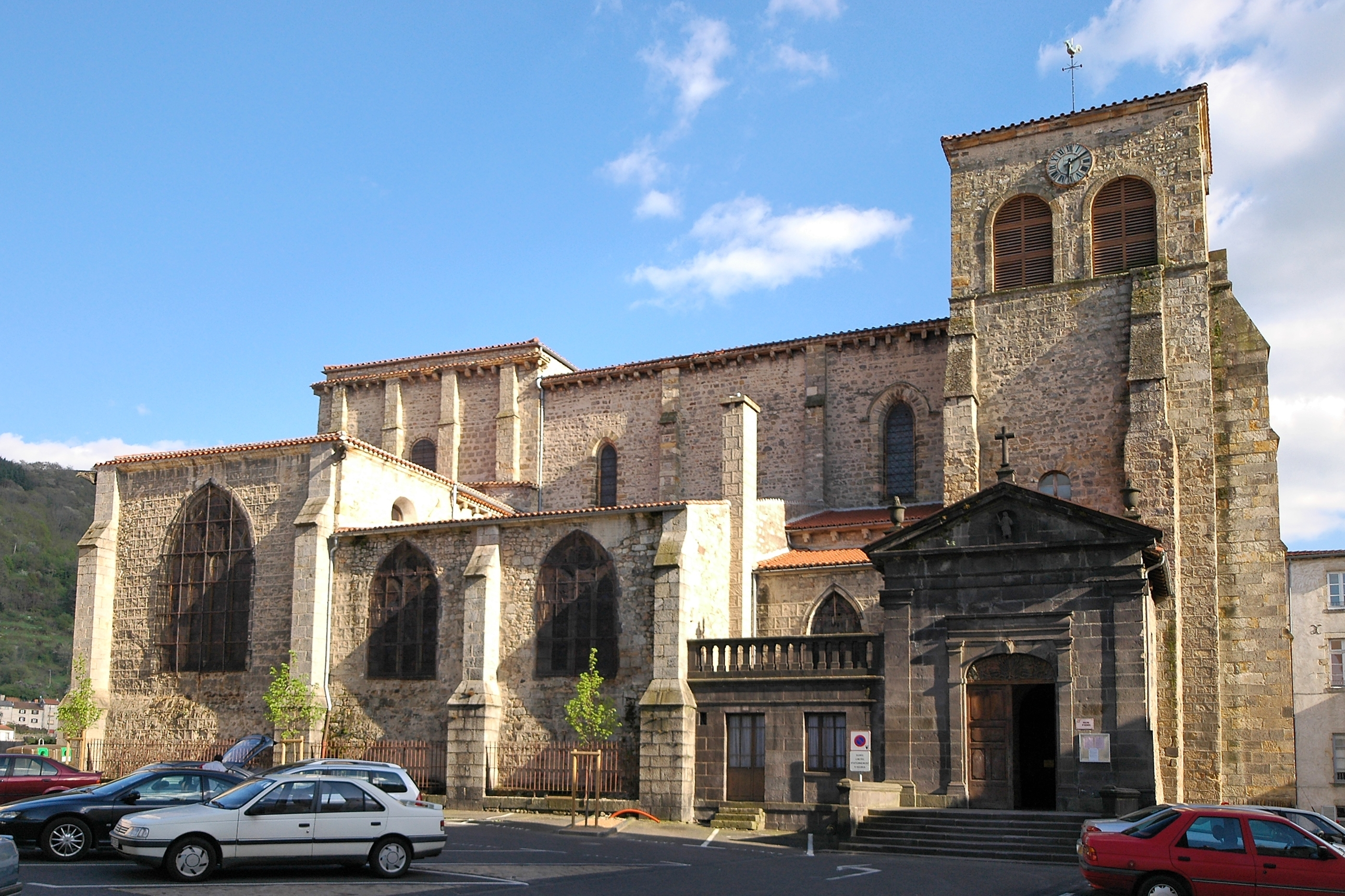
Kirche Saint-Genès
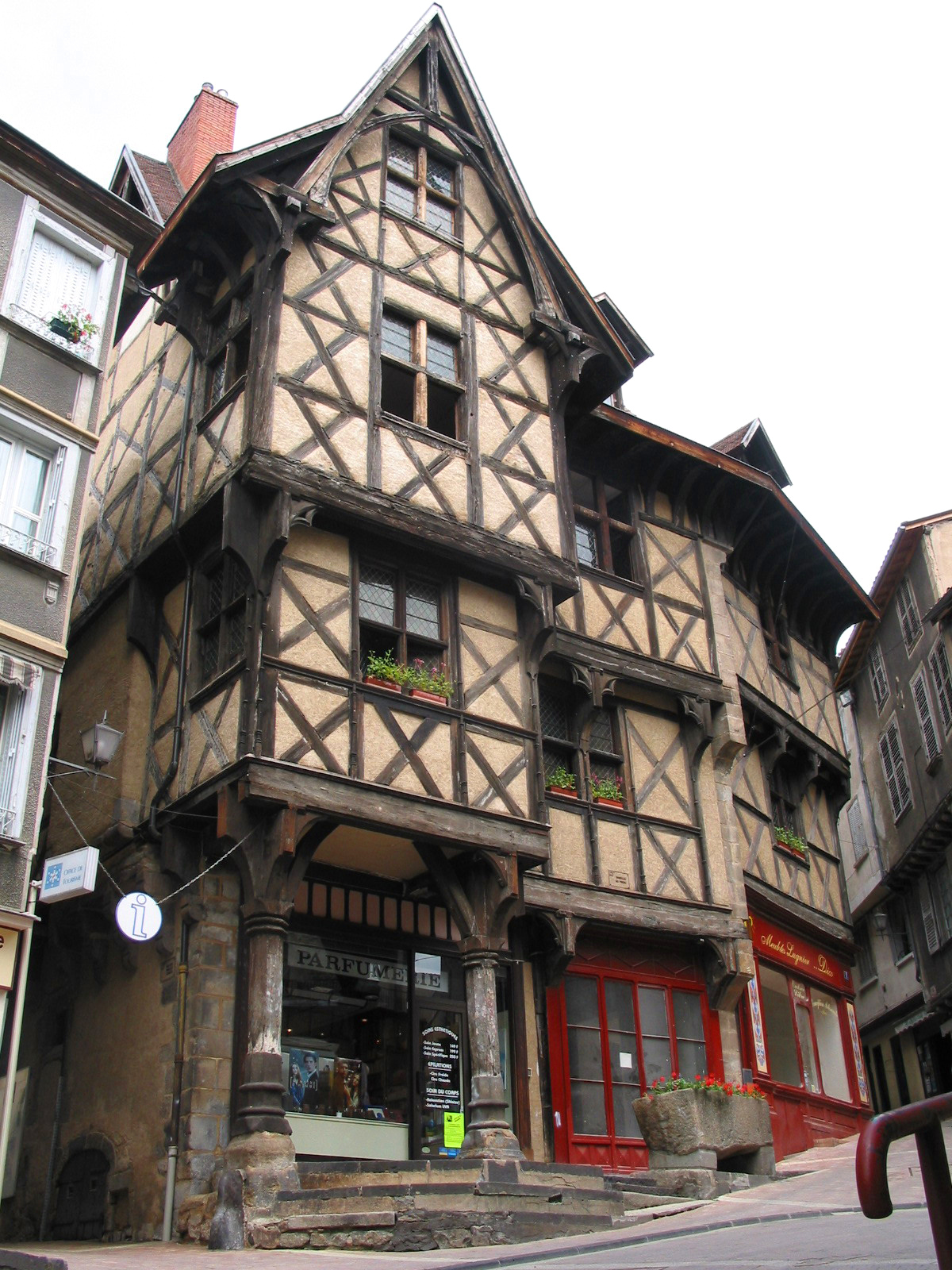
Hôtel du Pirou aus dem 15. Jahrhundert
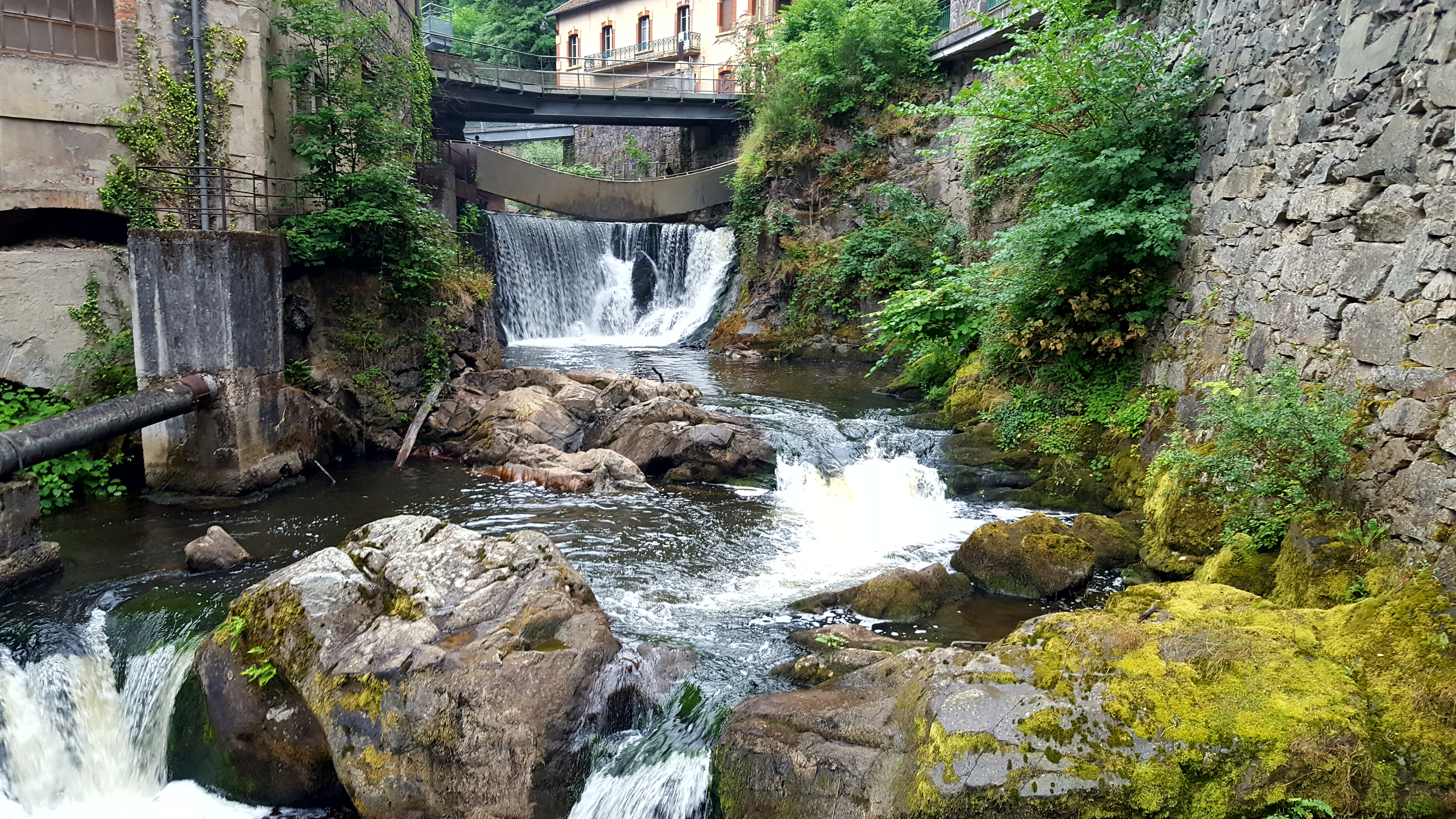
Wasserfall der Durolle am Museum Creux de l’Enfer

## Verkehr

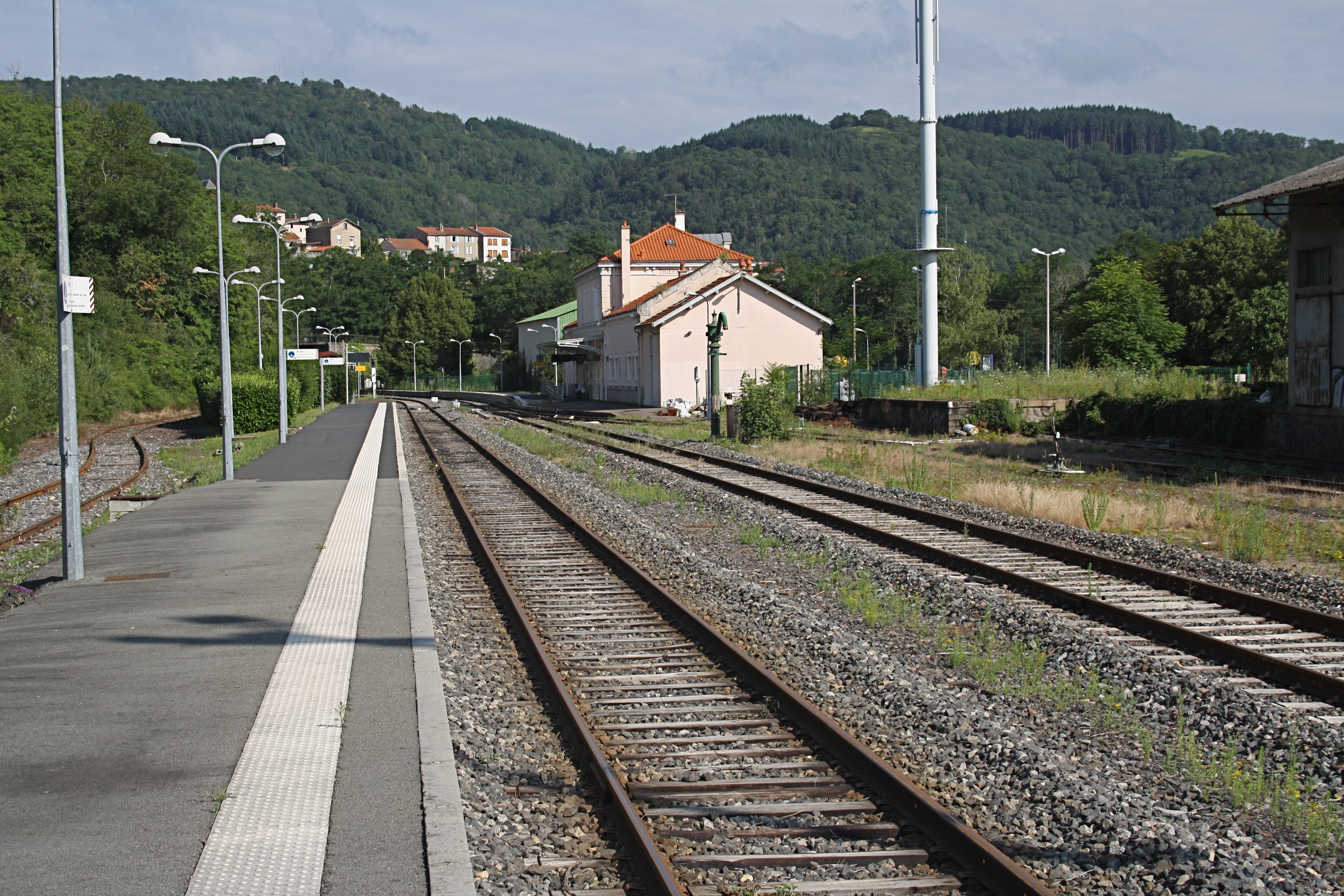
Bahnhof

Thiers hat einen Bahnhof an der Bahnstrecke Clermont-Ferrand–Saint-Just-sur-Loire. Die hoch über dem Tal gelegene Station wurde 1872 von der Compagnie des chemins de fer de Paris à Lyon et à la Méditerranée (P.L.M.) eröffnet. Seit 2016 wird der Abschnitt nach Saint-Just nicht mehr befahren, nur in der Relation Clermont-Ferrand–Thiers verkehrten 2021 weiterhin Züge.
Durch den Ort verliefen die Nationalstraßen N 89, die mittlerweile zur Départementsstraße D 2089 herabgestuft wurde, und N 106 (jetzt: D 400 und D 906). Den Norden der Stadt tangiert die in West-Ost-Richtung verlaufende Autobahn A 89 mit den Anschlussstellen Thiers-Ouest und Thiers-Est.

## Städtepartnerschaften
Partnerstädte von Thiers sind Schrobenhausen in Bayern und Bridgnorth in der englischen Grafschaft Shropshire, die wiederum untereinander verschwistert sind.

## In Thiers geboren
- Stephan von Thiers, Eremit, Begründer des Ordens von Grandmont, Heiliger, * um 1045, † 1124[3]
- Guillaume Des Gilberts, Theaterschauspieler und Theaterdirektor, 1594–1653
- Jean-Félix Nourrisson, Philosoph, 1825–1899
- Amable Chassaigne, Bischof, 1885–1962
- Jean Pouzet, Autorennfahrer, 1892–1940
- Claire Chazal, Journalistin und Nachrichtensprecherin, * 1956
- Patrick Berhault, Bergsteiger und Bergführer, * 1957
- Zinedine Soualem, Schauspieler, * 1957